# Dorival Caymmi
Dorival Caymmi   (Salvador, 30 d'abril de 1914 - Rio de Janeiro, 16 d'agost de 2008) va ser un cantant, compositor, actor i pintor brasiler actiu durant més de 70 anys, a partir de 1933. Va contribuir al naixement del moviment bossa nova del Brasil, i diverses de les seves peces de samba, com ara Samba da Minha Terra, Doralice i Saudade da Bahia, s'han convertit en elements bàsics de la música popular brasilera. Igualment destacables són les seves balades que celebren els pescadors i les dones de Bahia, com Promessa de Pescador, O Que É Que a Baiana Tem? i Milagre. Caymmi va compondre unes 100 cançons al llarg de la seva vida, i moltes de les seves obres es consideren ara clàssics brasilers. Tant músics brasilers com no brasilers han interpretat les seves cançons.
Ben Ratliff de The New York Times va escriure que Caymmi va ser «potser el segon només després d'Antônio Carlos Jobim en establir un cançoner de la identitat brasilera del segle xx». Al llarg de la seva carrera, la seva música sobre la gent i la cultura de Bahia va influir en la imatge del Brasil tant als ulls dels brasilers com als estrangers. Caymmi va estar casat amb la cantant brasilera Stella Maris durant 68 anys, i els fills de la parella, Dori, Danilo i Nana, també són músics destacats. Tots ells van debutar professionalment acompanyant a Caymmi a l'escenari i en els enregistraments. El 2014, la néta de Caymmi, Alice, també va començar una carrera musical.

## Primers anys de vida
Caymmi va néixer a Salvador, Bahia, fill de Durval Henrique Caymmi, besnét d'un immigrant italià, i Aurelina Soares Caymmi, nativa de Bahia. Tenia dues germanes petites, Dinahir i Dinah, i un germà petit, Deraldo. El seu pare, un funcionari, sovint tocava el piano, la guitarra i la mandolina a casa, i la seva mare, mestressa de casa, cantava regularment. Va participar en el cor de la seva església durant gran part de la seva infantesa. Als 13 anys, va deixar l'escola per treballar com a periodista al diari bahià O Imparcial. Quan O Imparcial va tancar dos anys més tard, va començar a treballar com a venedor ambulant.
Encara que mai va estudiar música formalment, Caymmi va aprendre per si mateix a tocar la guitarra a finals dels anys vint i va començar a compondre, cantar i tocar les seves pròpies cançons als programes de ràdio de Bahia al voltant de 1930. Va aconseguir per primera vegada un gran reconeixement l'any 1933, quan va compondre la cançó O Que É Que a Baiana Tem? per a la cantant Carmen Miranda. L'any 1936, als 22 anys, va guanyar un concurs d'escriptura de cançons a la celebració anual del Carnaval de Salvador. El seu premi era una pantalla de setí rosa. Malgrat el seu primer èxit musical, es va traslladar a Rio de Janeiro el 1938 amb la intenció de cursar una llicenciatura en dret i tornar a treballar com a periodista. Mentre treballava allà pel diari Diários Associados, va passar el seu temps lliure component i cantant cançons al programa de ràdio Dragão da Rua Larga. La seva popularitat va començar a créixer amb el públic del programa.

### Visió general
Moltes de les lletres de Caymmi reten homenatge a l'estil de vida, les platges, els pescadors i les dones de la seva Bahia natal. Gran part de la seva inspiració es va inspirar en la música autòctona del nord-est del Brasil, especialment la música afrobrasilera i la samba. Va gravar durant més de cinc dècades i va publicar uns 20 àlbums, de vegades cantant i tocant la guitarra com a solista i d'altres acompanyat de bandes i orquestres. Encara que actiu durant la major part del segle xx, Caymmi va escriure només unes 100 cançons. Tot i tenir una obra relativament petita, Caymmi tenia la reputació de compondre cançons d'una qualitat excepcional. De tant en tant va col·laborar amb Jobim, que el va qualificar de «geni universal» i el millor compositor del Brasil. Molts artistes brasilers contemporanis, com Caetano Veloso, Gilberto Gil i Beth Carvalho, citen Caymmi com una influència significativa en la seva música.

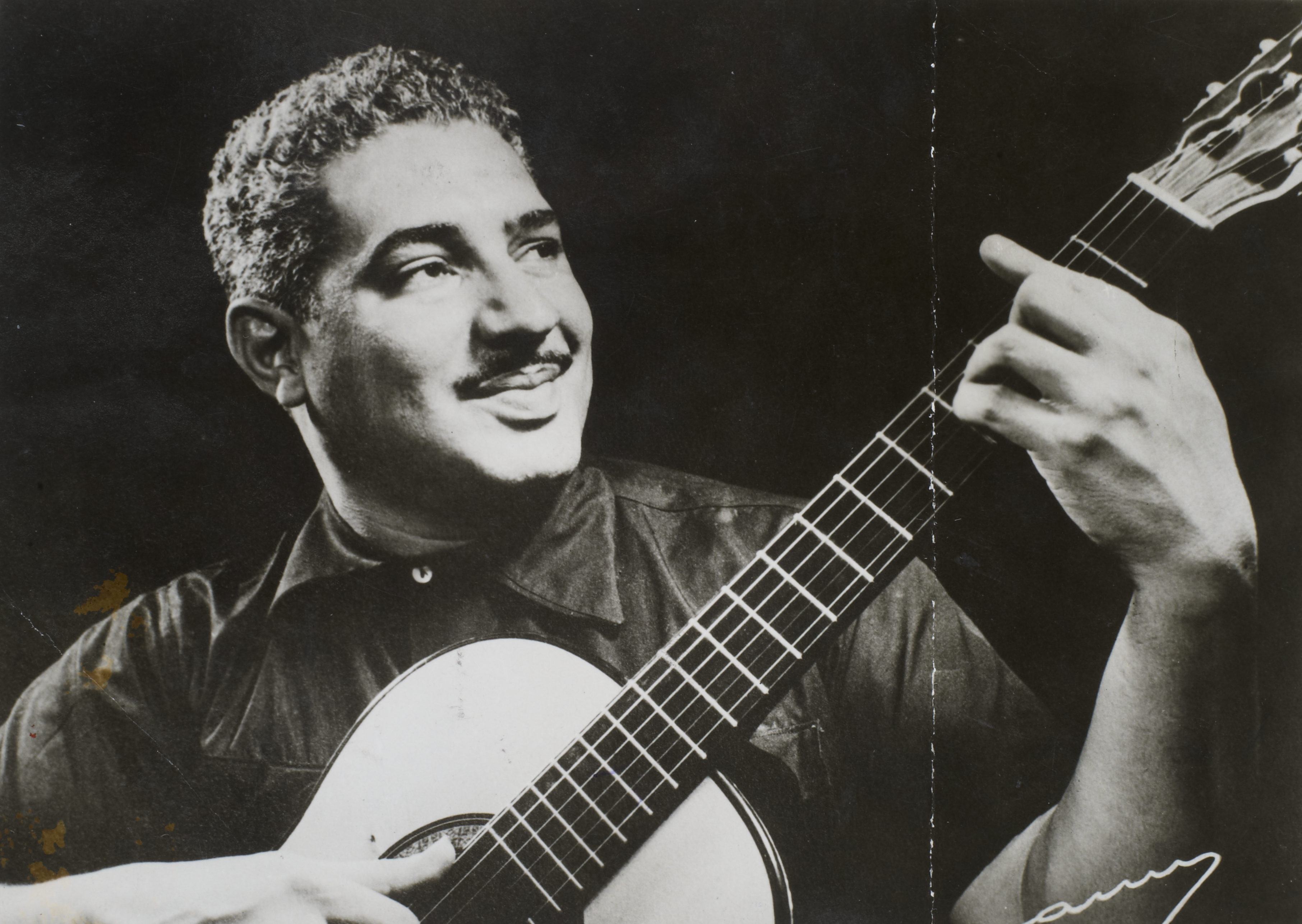
Caymmi el 1956

O Que É Que a Baiana Tem? va guanyar encara més fama al Brasil quan Miranda la va interpretar a la pel·lícula Banana da Terra de 1939, i va ser aquesta cançó la que va atraure la seva atenció internacional i va ajudar a llançar la seva carrera. Després d'aquest èxit, Caymmi va començar a centrar-se més en fer música i va escriure cançons que van aparèixer en altres pel·lícules brasileres. A finals de 1939, va signar amb Odeon Records i va gravar els seus tres primers senzills, Rainha do Mar/Promessa de Pescador, Roda Pião, i O Que É Que a Baiana Tem? /A Preta do Acarajé. Va cridar més l'atenció a principis de la dècada de 1940 quan va actuar com a habitual a la cadena de ràdio brasilera Rádio Nacional. Va gravar Samba da Minha Terra l'any 1940 i A Jangada Voltou Só l'any següent. El 1944, va interpretar la seva pròpia Acontece Que Eu Sou Baiano a la pel·lícula Abacaxi Azul. A finals de la dècada de 1940, va ser membre del moviment samba-canção fundat en gran part pel seu rival creatiu, el compositor Ary Barroso. Altres músics brasilers destacats de l'època van cobrir diverses de les seves cançons, inclòs Dick Farney, que va gravar la famosa Marina de Caymmi (1944) el 1947. L'any 1957 Caymmi va escriure Suíte do Pescador, que va aparèixer a la pel·lícula Els generals d'arenar.
A les dècades de 1950 i 1960, Jobim, João Gilberto i altres que van contribuir al naixement de l'estil bossa nova van col·laborar amb Caymmi i sovint van fer referència a la seva obra a l'hora de compondre les seves pròpies peces. Durant aquesta època, Gilberto va cobrir diverses de les cançons de Caymmi, incloses Rosa Morena i Saudade da Bahia. Jobim estava especialment enamorat de la música de Caymmi, i els dos es van convertir en amics íntims. El lletrista estatunidenc Ray Gilbert va traduir Das Rosas de Caymmi a l'anglès l'any 1965, i va ser llançat als Estats Units com «...and Roses and Roses». La cançó va ser gravada pel vocalista brasiler Astrud Gilberto i pels cantants nord-americans Andy Williams i Perry Como. La versió de Williams es va convertir en un èxit i, com a resultat, Caymmi va ser convidat a passar quatre mesos a Los Angeles, on va actuar, va filmar un programa de televisió i va gravar un disc LP.

Jorge Amado, amic i col·laborador de tota la vida de Caymmi, el 1972

Caymmi va ser amic de tota la vida de l'autor bahià Jorge Amado, i el 1945, va posar en música un dels poemes d'Amado amb impuls polític per ajudar a la campanya senatorial de Luís Carlos Prestes. A finals de la dècada de 1970, Caymmi va tornar a inspirar-se en Amado quan va compondre Modinha para a Gabriela, una adaptació musical de la novel·la d'Amado Gabriela, cravo e canela. Potser el producte més conegut de la col·laboració de Caymmi i Amado és la cançó É Doce Morrer no Mar, que tots dos van escriure durant un sopar una nit a casa d'Amado. Altres cançons que van co-escriure són Beijos pela Noite, Modinha para Teresa Batista, Retirantes i Essa Nega Fulô.
L'any 1968, per agrair a Caymmi per atreure l'atenció internacional a la música i la cultura brasilera, el governador de Bahia li va regalar una casa a Salvador, i així va tornar a viure a la seva ciutat natal durant un curt període. El 1972, Caymmi va rebre l'Orde del Mèrit de l'Estat de Bahia, una orde donada als residents de Bahia per un excel·lent servei a l'estat. En el cas de Caymmi, el servei va aportar orgull i honor a la gent de Bahía a través de la difusió generalitzada de la seva música sobre la vida allà. En el 70è aniversari de Caymmi, l'any 1984, el ministre francès de Cultura Jack Lang li va lliurar a París l'Orde des Arts et des Lettres, una ordre francesa que reconeix els col·laboradors significatius dels camps de l'art i la literatura. L'any següent es va obrir a Salvador un nou carrer anomenat Avenida Dorival Caymmi. El 1986, la famosa escola de samba Mangueira de Rio de Janeiro va basar la seva actuació de Carnaval en la vida i l'obra de Caymmi, i l'escola va guanyar el concurs anual de samba a l'estil desfilada. El 2015, el seu àlbum d'homenatge Centenário Caymmi (Caymmi Centennial) va ser nominat a Millor àlbum MPB a la 16a edició dels Premis Grammy Llatins.
Tot i que Caymmi es va guanyar la seva fama a través de la música, també era conegut en menor grau per les seves pintures. De 1943 a 1945, va anar regularment a una classe de dibuix i pintura a l’Escola de Belas Artes, una escola de belles arts de Rio de Janeiro. Fins i tot després d'interrompre els seus estudis formals, va pintar la resta de la seva vida. Va practicar el candomblé, una religió afrobrasilera caracteritzada per la creença en déus-esperits i pràctiques rituals que impliquen la mediumnitat. El candomblé era la religió del seu pare, i Caymmi s'hi va implicar més a poc a poc quan era adult, quan els seus amics el van convidar a acompanyar-los a cerimònies i festes religioses. Caymmi també era naturista, i quan estava a Bahia, li agradava banyar-se nu a la Lagoa do Abaeté (Llacuna Abaeté) amb un grup d'amics. Va declarar al diari Valor Econòmic: «Ens vam rodar amb fulles de palmera i vam relliscar per les muntanyes de sorra. A algunes persones no els va agradar això, però la majoria van entendre que no estàvem nus per motius impurs».
Mentre treballava a Rádio Nacional el 1939, va conèixer la vocalista brasilera Adelaide Tostes, més coneguda pel seu nom artístic Stella Maris, i els dos es van casar el 1940. Tostes va respondre a una consulta de premsa de 1994 sobre l'hàbit de Caymmi de freqüentar bars amb una història curta: «Una nit el vaig anar a buscar a un bar... Estava envoltat de dones. Vaig entrar i vaig colpejar una taula. Es va trencar un vidre. Va venir el porter i vaig donar un cop de puny a la cara de la Caymmi. Llavors vaig sortir maleint. Vaig pensar que estava involucrat amb drogues, però no va ser el cas. Estava amb els vagabunds». Malgrat aquests incidents, però, van romandre junts durant 68 anys, fins a la seva mort el 2008. La parella va tenir tres fills, Nana, Dori i Danilo, tots els quals van seguir el seu pare a la carrera musical.

### Política
Tot i que Caymmi poques vegades incorporava missatges polítics a la seva música, sovint parlava amargament de la corrupció del govern. Jorge Amado, el seu amic íntim, va ser enviat a l'exili durant uns quants anys després de criticar públicament els governants del país durant el període de la dictadura militar. El 1994, Caymmi va dir: «He arribat a la conclusió que actuar com a ciutadà al Brasil avui és viure una broma. És el mateix que jugar a la loteria, somiar amb tonteries, intentar fer-se ric quan tinguis 80 anys».

## Mort
Dorival Caymmi va morir als 94 anys de càncer de ronyó i insuficiència orgànica múltiple el 16 d'agost de 2008 a la seva casa de Copacabana, Rio de Janeiro. La seva néta, Stella, que va escriure una biografia sobre ell l'any 2001, va dir: «No sabia que tenia càncer i no ho volia saber. No va preguntar gaire sobre això. Va ser hospitalitzat per primera vegada el 1999. El meu avi va passar pel tractament, però no volia saber res de la malaltia. Va actuar amb serenitat cada dia i, per això, vam respectar aquest desig».

## Recepció i llegat
El cantant i compositor brasiler Carlos Lyra va elogiar l'estil de Caymmi pel seu «col·loquialisme suau i romàntic». En una antologia de l'obra de Caymmi de 1994, Antônio Carlos Jobim va escriure a la introducció: «Dorival és un geni universal. Va agafar la guitarra i va orquestrar el món». L'any 2001, el periodista del New York Times Ben Ratliff va escriure que Caymmi va ser «potser el segon només després d'Antonio Carlos Jobim en 'establir un cançoner de la identitat brasilera d'aquest segle'». El dia de la mort de Caymmi el 2008, el compositor i músic brasiler Tom Zé va dir: «És difícil entendre fins a quin punt és valuós un CD de cançons de platja de Caymmi dels anys quaranta». També en el moment de la mort de Caymmi, el president del Brasil Luiz Inácio Lula da Silva el va anomenar «un dels fundadors de la música popular brasilera». Diversos contemporanis de Caymmi, entre ells Gal Costa i Olivia Hime, li han gravat tributs.

## Discografia

### Àlbums
Abans de 1988, tots els àlbums de Caymmi es van publicar com a LP. Els seus últims quatre àlbums es van publicar com a CD.
| Any  | Títol                        | Discogràfica       |
| ---- | ---------------------------- | ------------------ |
| 1954 | Canções Praieiras            | Odeon              |
| 1955 | Sambes                       | Odeon              |
| 1957 | Eu Vou pra Maracangalha      | Odeon              |
| 1957 | Caymmi eo Mar                | Odeon              |
| 1958 | Ary Caymmi i Dorival Barroso | Odeon              |
| 1959 | Caymmi e Seu Violão          | Odeon              |
| 1960 | Eu Não Tenho Onde Morar      | Odeon              |
| 1964 | Caymmi Visita Tom            | Elenco             |
| 1965 | Caymmi                       | Odeon              |
| 1967 | Vinicius e Caymmi no Zum Zum | Elenco             |
| 1972 | Caymmi                       | Odeon              |
| 1973 | Caymmi Também É de Rancho    | Odeon              |
| 1984 | Setenta Anos                 | Funarte            |
| 1985 | Caymmi, Som, Imagem i Magia  | Sargaços Produções |
| 1987 | Família Caymmi               |                    |
| 1988 | Família Caymmi em Montreux   | Odeon              |
| 1994 | Caymmi em Família            | Som Llibre         |
| 1996 | Caymmi Inédito               | universal          |
| 2000 | Caymmi: Amor i Mar           | EMI                |

### Singles
Tots els senzills de Caymmi van ser editats com a discos de gramòfon de 78 rpm.
| Any  | Títol                                                  | Discogràfica |
| ---- | ------------------------------------------------------ | ------------ |
| 1939 | Rainha do Mar/Promessa de Pescador                     | Odeon        |
| 1939 | Roda Pião                                              | Odeon        |
| 1939 | O Que É Que a Baiana Tem?/A Preta do Acarajé           | Odeon        |
| 1940 | O Mar (I)"/O Mar (II)"                                 | Columbia     |
| 1940 | Navio Negreiro/Noite de Temporal                       | Odeon        |
| 1941 | É Doce Morrer no Mar/A Jangada Voltou Só               | Columbia     |
| 1941 | Essa Nega Fulô/Balaío Grande                           | Columbia     |
| 1943 | O Mar (I)"/O Mar (II)"                                 | Continental  |
| 1943 | É Doce Morrer no Mar/A Jangada Voltou Só               | Continental  |
| 1943 | Essa Nega Fulô/Balaío Grande                           | Continental  |
| 1945 | Dora/Peguei Um Ita no Norte                            | Odeon        |
| 1946 | A Vizinha do Lado/Trezentos e Sessenta e Cinco Igrejas | Odeon        |
| 1947 | Marina/Lá Vem a Baiana                                 | RCA Victor   |
| 1948 | Cantiga/Sodade Matadera                                | RCA Victor   |
| 1948 | A Lenda do Abaeté/Saudades de Itapoã                   | RCA Victor   |
| 1949 | O Vento/Festa de Rua                                   | RCA Victor   |
| 1952 | Não Tem Solução/Nem Eu                                 | Odeon        |
| 1953 | Tão Só/João Valentão                                   | Odeon        |
| 1954 | A Jangada Voltou Só/É Doce Morrer no Mar               | Odeon        |
| 1954 | Quem Vem pra Beira do Mar/Pescaria (Canoeiro)          | Odeon        |
| 1956 | Maracangalha/Fiz uma Viagem                            | Odeon        |
| 1956 | Saudades de Itapoã/A Lenda do Abaeté                   | Odeon        |
| 1956 | Sábado em Copacabana/Só Louco                          | Odeon        |
| 1957 | 2 de Fevereiro/Saudades de Itapoã                      | Odeon        |
| 1957 | Acalanto/História pro Sinhozinho                       | Odeon        |
| 1957 | Saudade da Bahia/Roda Pião                             | Odeon        |
| 1960 | Rosa Morena/Acalanto                                   | Odeon        |
| 1960 | São Salvador/Eu Não Tenho Onde Morar                   | Odeon        |

### Homenatges
Aquests són els discos tribut enregistrats, interpretant les obres de Dorival Caymmi:
| Any  | Artista     | Títol                                 | Discogràfica  |
| ---- | ----------- | ------------------------------------- | ------------- |
| 1976 | Gal Costa   | Gal Canta Caymmi                      | Fonograma     |
| 2002 | Olivia Hime | Mar de Algodão: As Marinhas de Caymmi | Biscoito Fino |
| 2004 | Diversos    | Caymmi: 90 Anos – Mar e Terra         | BMG           |